# Guillaume de Roffiac
Guillaume de Roffiac ( ? - 1364), simple clerc, originaire de Roffiac en Auvergne, fut nommé par Innocent VI 14e Recteur du Comtat Venaissin. Il exerça ses fonctions de 1353 à 1362. Il devint ensuite évêque de Fréjus.

## Biographie
Dénommé par certains auteurs anciens de Roffillac,, son origine auvergnate est pourtant assurée puisqu'en 1223, un Guillaume de Roffiac rendit hommage pour son château à Robert d'Auvergne évêque de Clermont. Remarqué par Étienne Aubert, lors de son passage dans cet évêché de 1340 à 1342, il fut désigné comme Recteur moins d'un mois après que celui-ci eut été élu pape le 18 décembre 1352.
Placée directement sous l'autorité pontificale, la fonction était prestigieuse et avait trait à tout ce qui touchait au temporel et au spirituel. Le Recteur était à la tête des juridictions et administrations comtadines. Il nommait viguiers, châtelains, bayles et capitaines des places fortes. De plus, à Carpentras, il avait à sa disposition une Cour de justice. 
Mais face aux menaces que les grandes compagnies faisaient peser sur Avignon et le Comtat, Innocent VI dédoubla la Rectorie et confia tous les pouvoirs militaires à Juan Fernández de Heredia avec le titre de « Capitaine des Armes du Comtat Venaissin ». L'Hospitalier se voyait attribuer la responsabilité de l'ordre public et de l'organisation de la défense des États pontificaux. Son titre mettait sous ses ordres l'ensemble des garnisons comtadines et avignonnaises, les sergents d'armes et leurs compagnies. Cette partition laissait pourtant sous la gouverne du Recteur la fortification des communes de son État. Ce fut à ce titre qu'en 1359, Roffiac reçut une bulle pontificale lui adjoignant de faire activer et achever les travaux sur l'ensemble des remparts des cités du Comtat.
Mais après les ravages exercés par Arnaud de Cervole, entre 1357 et 1358, tout autour d'Avignon et la rançon qui dut lui être versée pour qu'il quitta la région, le pape nomma, le 9 mai 1361, Heredia « Gouverneur et Réformateur du Comtat ». Il avait désormais à charge tout ce qui touchait aux fortifications et aux enceintes urbaines, ainsi que leur approvisionnement en munitions. Guillaume de Roffiac fut placé désormais sous ses ordres et lui dut obéissance.
En compensation, il fut pourvu du siège de Fréfus cette même année tout en continuant à siéger à Carpentras jusqu'en 1362. Il décéda en septembre 1364.